# 孟津縣第一高級中學
孟津县第一高级中学是中国河南省洛阳市孟津县的一所高级中学，是首批河南省示范性普通高中。

## 学校简介
- 学校分东西两校，东校主管高一至高三（应届）教学工作，西校主管高三（往届）及部分高一高二教学工作。
- 现任校长为闫林川